# Troll (gruppo musicale norvegese)
I Troll sono un gruppo musicale norvegese, fondato nel 1992 con il nome "Abbadon's Realm", da Stian Arnesen (alias "Nagash") con Glaurung e Fafnir. Quando questi abbandonarono il progetto, egli continuò come progetto solista e pubblicò il demo Trollstorm over Nidingjuv nel 1995 e l'esordio Drep de kristne nel 1996. 
Dopo l'uscita di Drep de kristne, Nagash trascorse più tempo a lavorare con altre band come Dimmu Borgir ed entrò nei Covenant. I Troll rimasero inattivi fino al 2000. A quel tempo Fafnir, con il nome "Sinister Minister Twice", rientrò nei Troll. E poi si re-inserirono gli altri elementi, rendendo i Troll un gruppo e non più un progetto solista. Nagash si concentrò sulla chitarra e sulla tastiera ed i Troll pubblicaronoThe Last Predators nel 2000 e Universal nel 2001.
Ci furono cambiamenti significativi da Drep de kristne a The Last Predators, le canzoni ora scritte in lingua inglese sono meno incentrate sull'odio per i cristiani. La musica, invece, meno cupa e più sinfonica.
Nel 2007 Nagash mise insieme una formazione completa per i Troll e, nel gennaio del 2009, iniziò a registrare un nuovo album. Questo uscì all'inizio del 2010 con il titolo Neo-Satanic Supremacy.

## Discografia
- 1996 - Drep de kristne
- 2000 - The Last Predators
- 2001 - Universal
- 2010 - Neo-Satanic Supremacy
- 2023 - Trolldom

## Demo
- 1995 - Trollstorm over Nidingjuv